# Inishtooskert
Inishtooskert (iriska: Inis Tuaisceart) är en ö i republiken Irland.   Den ligger i grevskapet Ciarraí och provinsen Munster, i den sydvästra delen av landet, 300 km väster om huvudstaden Dublin. Arean är 1,5 kvadratkilometer.
Terrängen på Inishtooskert är lite kuperad. Öns högsta punkt är 150 meter över havet. Den sträcker sig 1,7 kilometer i nord-sydlig riktning, och 1,7 kilometer i öst-västlig riktning.